# Tiburzio Spannocchi
Tiburzio Spannocchi, noto in Spagna come Tiburcio Spanoqui, Tiburcio Espanoqui o Tiburcio Espanochi (Siena, 1543 – Madrid, 1606), è stato un architetto e ingegnere italiano, dedito soprattutto all'ingegneria militare. Svolse la sua attività in Italia ed in Spagna. Fu, con Filippo Terzi, il più celebre architetto e ingegnere militare attivo nella penisola iberica nella seconda metà del XVI secolo.

## Biografia

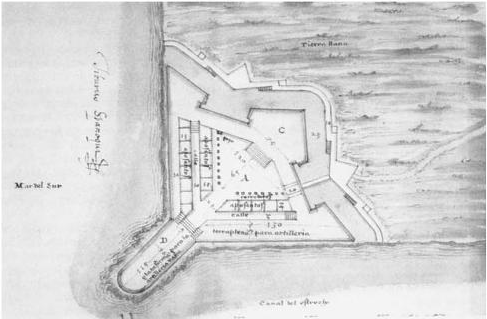
Disegno per una fortificazione sullo Stretto di Magellano (1584) di Tiburzio Spannocchi.

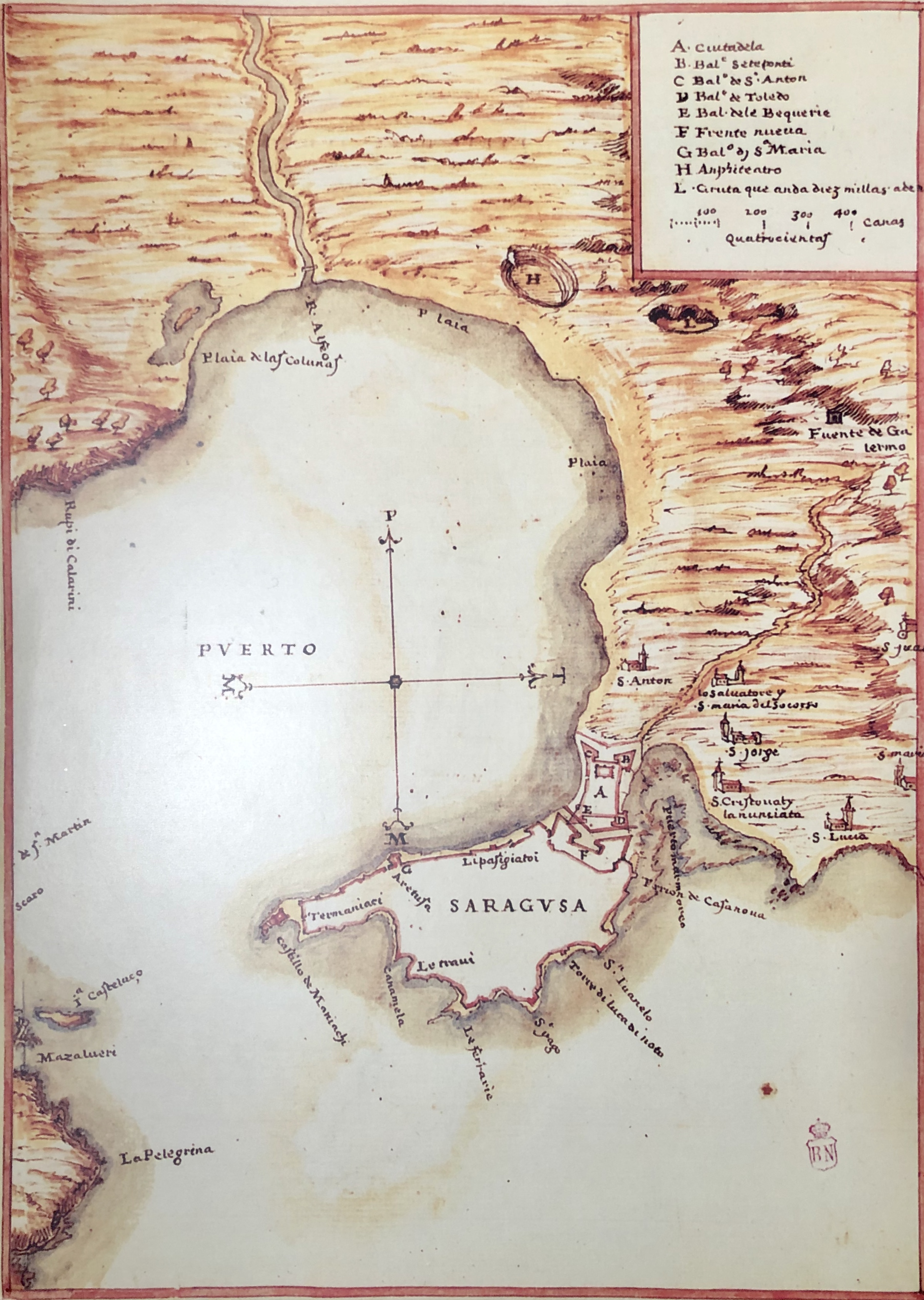
Mappa di Siracusa (1578) di Tiburzio Spannocchi, presso il Museo Nazionale di Madrid.

Figlio della nobile famiglia di banchieri senesi de' Spannocchi, fu assunto alle dipendenze del cardinale Delfino a Roma, dove rimarrà sino al 1572. Nel 1571 partecipò alla battaglia di Lepanto. 
Nel 1575 fu incaricato dal Capitano generale della flotta pontificia Marcantonio Colonna di eseguire un'ispezione alle piazzeforti nel centro Italia. Quindi nel 1577 seguì il Colonna, che era stato nominato Viceré di Sicilia, dove lavorò per due anni circa alla redazione di un carteggio su fortificazioni ed impianti urbani delle maggiori città, al fine di poter realizzare delle fortificazioni a difesa delle popolazioni dalle incursioni piratesche. A tal proposito lavorò ad un progetto di fortificazione della rada interna del Borgo Antico di Taranto. Così, precedendo Camillo Camilliani di circa un decennio e basandosi su alcuni principi (la facile reperibilità locale dei materiali di costruzione e la vicinanza dei centri commerciali e produttivi), progettò un sistema di torri che permettesse oltre alla difesa anche le segnalazioni con le altre torri e con il territorio retrostante. Produsse quindi l'opera intitolata Descripciòn de las marinas de todo el Reino de Sicilia (1578), attualmente conservata alla Biblioteca Nazionale di Madrid.
Nel 1580 venne chiamato in Spagna, dal re Filippo II su segnalazione dello stesso Colonna. 
Poiché gli ingegneri militari spagnoli del XVI secolo erano tenuti molto in considerazione e potevano percepire lauti compensi, lo Spannocchi decise di stabilirsi a Madrid. Lavorò prima alla fortezza di Fuenterrabía (Paesi Baschi), quindi eseguì progetti d'ingegneria militare in quasi tutta la penisola iberica: Jaca, Cadice, Gibilterra, La Coruña, Saragozza e Siviglia furono alcuni fra i centri dove realizzò opere militari.
Venne nominato "Architetto Ufficiale della Corona Spagnola" da Filippo II e Cavaliere dell'Ordine di San Giovanni di Gerusalemme.
Nel 1597, per conto di Don Juan Idiáquez redasse un nuovo piano urbanistico per la città basca di San Sebastián.
Nel 1603 accompagnò in un breve viaggio il duca De Lerma.
Morì nel 1606 a Madrid, forse suicida.

### Le mappe di Spannocchi in rete
- Palermo, su capurromrc.it.
- Fuenterrabía, su capurromrc.it.
- Siracusa, su ognina.it.

| Controllo di autorità | VIAF (EN) 944740 · ISNI (EN) 0000 0000 8838 3843 · SBN PALV025040 · CERL cnp00580534 · LCCN (EN) no2002081561 · GND (DE) 124378080 · BNE (ES) XX1013453 (data) |